# Unicodeblock Thaana
Der Unicodeblock Thaana (0780–07BF) enthält die Zeichen des Thaana-Alphabets, das für Dhivehi, die Sprache der Malediven, benutzt wird.

## Tabelle
| Unicodenummer | Zeichen (400 %) | Kategorie                               | Bidirektionale Klasse       | Offizielle Bezeichnung  | Beschreibung               |
| ------------- | --------------- | --------------------------------------- | --------------------------- | ----------------------- | -------------------------- |
| U+0780 (1920) | ހ               | anderer Buchstabe, Silbe oder Ideogramm | arabischer Buchstabe        | THAANA LETTER HAA       | Thaana-Buchstabe Haa       |
| U+0781 (1921) | ށ               | anderer Buchstabe, Silbe oder Ideogramm | arabischer Buchstabe        | THAANA LETTER SHAVIYANI | Thaana-Buchstabe Shaviyani |
| U+0782 (1922) | ނ               | anderer Buchstabe, Silbe oder Ideogramm | arabischer Buchstabe        | THAANA LETTER NOONU     | Thaana-Buchstabe Noonu     |
| U+0783 (1923) | ރ               | anderer Buchstabe, Silbe oder Ideogramm | arabischer Buchstabe        | THAANA LETTER RAA       | Thaana-Buchstabe Raa       |
| U+0784 (1924) | ބ               | anderer Buchstabe, Silbe oder Ideogramm | arabischer Buchstabe        | THAANA LETTER BAA       | Thaana-Buchstabe Baa       |
| U+0785 (1925) | ޅ               | anderer Buchstabe, Silbe oder Ideogramm | arabischer Buchstabe        | THAANA LETTER LHAVIYANI | Thaana-Buchstabe Lhaviyani |
| U+0786 (1926) | ކ               | anderer Buchstabe, Silbe oder Ideogramm | arabischer Buchstabe        | THAANA LETTER KAAFU     | Thaana-Buchstabe Kaafu     |
| U+0787 (1927) | އ               | anderer Buchstabe, Silbe oder Ideogramm | arabischer Buchstabe        | THAANA LETTER ALIFU     | Thaana-Buchstabe Alifu     |
| U+0788 (1928) | ވ               | anderer Buchstabe, Silbe oder Ideogramm | arabischer Buchstabe        | THAANA LETTER VAAVU     | Thaana-Buchstabe Vaavu     |
| U+0789 (1929) | މ               | anderer Buchstabe, Silbe oder Ideogramm | arabischer Buchstabe        | THAANA LETTER MEEMU     | Thaana-Buchstabe Meemu     |
| U+078A (1930) | ފ               | anderer Buchstabe, Silbe oder Ideogramm | arabischer Buchstabe        | THAANA LETTER FAAFU     | Thaana-Buchstabe Faafu     |
| U+078B (1931) | ދ               | anderer Buchstabe, Silbe oder Ideogramm | arabischer Buchstabe        | THAANA LETTER DHAALU    | Thaana-Buchstabe Dhaalu    |
| U+078C (1932) | ތ               | anderer Buchstabe, Silbe oder Ideogramm | arabischer Buchstabe        | THAANA LETTER THAA      | Thaana-Buchstabe Thaa      |
| U+078D (1933) | ލ               | anderer Buchstabe, Silbe oder Ideogramm | arabischer Buchstabe        | THAANA LETTER LAAMU     | Thaana-Buchstabe Laamu     |
| U+078E (1934) | ގ               | anderer Buchstabe, Silbe oder Ideogramm | arabischer Buchstabe        | THAANA LETTER GAAFU     | Thaana-Buchstabe Gaafu     |
| U+078F (1935) | ޏ               | anderer Buchstabe, Silbe oder Ideogramm | arabischer Buchstabe        | THAANA LETTER GNAVIYANI | Thaana-Buchstabe Gnaviyani |
| U+0790 (1936) | ސ               | anderer Buchstabe, Silbe oder Ideogramm | arabischer Buchstabe        | THAANA LETTER SEENU     | Thaana-Buchstabe Seenu     |
| U+0791 (1937) | ޑ               | anderer Buchstabe, Silbe oder Ideogramm | arabischer Buchstabe        | THAANA LETTER DAVIYANI  | Thaana-Buchstabe Daviyani  |
| U+0792 (1938) | ޒ               | anderer Buchstabe, Silbe oder Ideogramm | arabischer Buchstabe        | THAANA LETTER ZAVIYANI  | Thaana-Buchstabe Zaviyani  |
| U+0793 (1939) | ޓ               | anderer Buchstabe, Silbe oder Ideogramm | arabischer Buchstabe        | THAANA LETTER TAVIYANI  | Thaana-Buchstabe Taviyani  |
| U+0794 (1940) | ޔ               | anderer Buchstabe, Silbe oder Ideogramm | arabischer Buchstabe        | THAANA LETTER YAA       | Thaana-Buchstabe Yaa       |
| U+0795 (1941) | ޕ               | anderer Buchstabe, Silbe oder Ideogramm | arabischer Buchstabe        | THAANA LETTER PAVIYANI  | Thaana-Buchstabe Paviyani  |
| U+0796 (1942) | ޖ               | anderer Buchstabe, Silbe oder Ideogramm | arabischer Buchstabe        | THAANA LETTER JAVIYANI  | Thaana-Buchstabe Javiyani  |
| U+0797 (1943) | ޗ               | anderer Buchstabe, Silbe oder Ideogramm | arabischer Buchstabe        | THAANA LETTER CHAVIYANI | Thaana-Buchstabe Chaviyani |
| U+0798 (1944) | ޘ               | anderer Buchstabe, Silbe oder Ideogramm | arabischer Buchstabe        | THAANA LETTER TTAA      | Thaana-Buchstabe Ttaa      |
| U+0799 (1945) | ޙ               | anderer Buchstabe, Silbe oder Ideogramm | arabischer Buchstabe        | THAANA LETTER HHAA      | Thaana-Buchstabe Hhaa      |
| U+079A (1946) | ޚ               | anderer Buchstabe, Silbe oder Ideogramm | arabischer Buchstabe        | THAANA LETTER KHAA      | Thaana-Buchstabe Khaa      |
| U+079B (1947) | ޛ               | anderer Buchstabe, Silbe oder Ideogramm | arabischer Buchstabe        | THAANA LETTER THAALU    | Thaana-Buchstabe Thaalu    |
| U+079C (1948) | ޜ               | anderer Buchstabe, Silbe oder Ideogramm | arabischer Buchstabe        | THAANA LETTER ZAA       | Thaana-Buchstabe Zaa       |
| U+079D (1949) | ޝ               | anderer Buchstabe, Silbe oder Ideogramm | arabischer Buchstabe        | THAANA LETTER SHEENU    | Thaana-Buchstabe Sheenu    |
| U+079E (1950) | ޞ               | anderer Buchstabe, Silbe oder Ideogramm | arabischer Buchstabe        | THAANA LETTER SAADHU    | Thaana-Buchstabe Saadhu    |
| U+079F (1951) | ޟ               | anderer Buchstabe, Silbe oder Ideogramm | arabischer Buchstabe        | THAANA LETTER DAADHU    | Thaana-Buchstabe Daadhu    |
| U+07A0 (1952) | ޠ               | anderer Buchstabe, Silbe oder Ideogramm | arabischer Buchstabe        | THAANA LETTER TO        | Thaana-Buchstabe To        |
| U+07A1 (1953) | ޡ               | anderer Buchstabe, Silbe oder Ideogramm | arabischer Buchstabe        | THAANA LETTER ZO        | Thaana-Buchstabe Zo        |
| U+07A2 (1954) | ޢ               | anderer Buchstabe, Silbe oder Ideogramm | arabischer Buchstabe        | THAANA LETTER AINU      | Thaana-Buchstabe Ainu      |
| U+07A3 (1955) | ޣ               | anderer Buchstabe, Silbe oder Ideogramm | arabischer Buchstabe        | THAANA LETTER GHAINU    | Thaana-Buchstabe Ghainu    |
| U+07A4 (1956) | ޤ               | anderer Buchstabe, Silbe oder Ideogramm | arabischer Buchstabe        | THAANA LETTER QAAFU     | Thaana-Buchstabe Qaafu     |
| U+07A5 (1957) | ޥ               | anderer Buchstabe, Silbe oder Ideogramm | arabischer Buchstabe        | THAANA LETTER WAAVU     | Thaana-Buchstabe Waafu     |
| U+07A6 (1958) | ަ◌               | Markierung ohne Extrabreite             | Markierung ohne Extrabreite | THAANA ABAFILI          | Thaana-Abafili             |
| U+07A7 (1959) | ާ◌               | Markierung ohne Extrabreite             | Markierung ohne Extrabreite | THAANA AABAAFILI        | Thaana-Aabaafili           |
| U+07A8 (1960) | ި◌               | Markierung ohne Extrabreite             | Markierung ohne Extrabreite | THAANA IBIFILI          | Thaana-Ibifili             |
| U+07A9 (1961) | ީ◌               | Markierung ohne Extrabreite             | Markierung ohne Extrabreite | THAANA EEBEEFILI        | Thaana-Eebeefili           |
| U+07AA (1962) | ު◌               | Markierung ohne Extrabreite             | Markierung ohne Extrabreite | THAANA UBUFILI          | Thaana-Ubufili             |
| U+07AB (1963) | ޫ◌               | Markierung ohne Extrabreite             | Markierung ohne Extrabreite | THAANA OOBOOFILI        | Thaana-Ooboofili           |
| U+07AC (1964) | ެ◌               | Markierung ohne Extrabreite             | Markierung ohne Extrabreite | THAANA EBEFILI          | Thaana-Ebefili             |
| U+07AD (1965) | ޭ◌               | Markierung ohne Extrabreite             | Markierung ohne Extrabreite | THAANA EYBEYFILI        | Thaana-Eybeyfili           |
| U+07AE (1966) | ޮ◌               | Markierung ohne Extrabreite             | Markierung ohne Extrabreite | THAANA OBOFILI          | Thaana-Obofili             |
| U+07AF (1967) | ޯ◌               | Markierung ohne Extrabreite             | Markierung ohne Extrabreite | THAANA OABOAFILI        | Thaana-Oaboafili           |
| U+07B0 (1968) | ް◌               | Markierung ohne Extrabreite             | Markierung ohne Extrabreite | THAANA SUKUN            | Thaana-Sukun               |
| U+07B1 (1969) | ޱ               | anderer Buchstabe, Silbe oder Ideogramm | arabischer Buchstabe        | THAANA LETTER NAA       | Thaana-Buchstabe Naa       |